# Émile Charles Labbé
Pour les articles homonymes, voir Labbé.
Émile Charles Labbé est un peintre français né le 13 juillet 1820 à Mussy-sur-Seine (Aube) et mort le 6 juillet 1885 à Alger.
Labbé est un peintre paysagiste de l'école de Barbizon et disciple d'Alexandre-Gabriel Decamps. Il expose au Salon de 1836 à 1876. Dans les années 1840, il se lance dans la peinture orientaliste et parcourt l'Orient jusqu'en 1860. Il sera chargé de décorer le palais du Sultan à Constantinople. En 1876 il s'installe à Alger. En 1881 il prend la direction de la nouvelle École des beaux-arts d'Alger dont il fut le premier directeur jusqu'en 1885.
Labbé est un peintre distingué, admirable traducteur des sites algériens, des smalas, des mosquées et des douars. C'est aussi un bon portraitiste, il signe les portraits de Laperlier et Durando. Ce sont ses aquarelles qui décidèrent Fromentin, un de ses amis, à venir travailler au Maghreb. Il était également l’un des figures pionniers des collectionneurs de l’Algérie et une partie de sa collection fut léguée par sa fille au musée d'Alger après son décès.

## Expositions
- Alger 1880 : Mauresque jouant avec son enfant
- Alger 1881 : Bijou, Porteur d'Eau Arabe, Les Eaux douces d'Asie à Constantinople, Paysage
- Alger 1932 : Portrait d'une petite fille (Exposition de la Société des Beaux-Arts)

## Œuvres principales
Au Musée National des Beaux-Arts d'Alger : Les Chrysanthèmes, Portrait de Mademoiselle Elina Labbé en bourguignonne, Étude pour le portrait du peintre Armand Guillaumin.
Au Musée d'art et d'archéologie du Périgord, Périgueux : Le Kief ou le repos du vendredi, 1863, exposé au Salon à Paris la même année